# سان‌شاین کیتی
سان‌شاین کیتی (به انگلیسی: Sunshine Kitty) چهارمین آلبوم استودیویی از خواننده-ترانه‌پرداز سوئدی تو لو می‌باشد که در ۲۰ سپتامبر سال ۲۰۱۹ از سوی آیلند رکوردز منتشر گردید. از آنجا که تو لو در آثار بعدی خود به‌عنوان خواننده‌ای مستقل کار می‌کند، این آخرین آلبوم وی تحت قرارداد او با آیلند رکوردز می‌‎باشد.